# Hrdějovice
Hrdějovice (v místním nářečí a do roku 1923 oficiálně Hrdějice, německy Hartowitz) jsou obec v Jihočeském kraji, ležící 5 km severně od Českých Budějovic. Žije zde přibližně 1 500 obyvatel.

## Historie
Na území obce je doloženo pravěké osídlení z doby knovízské kultury. První písemná zmínka o vsi pochází z roku 1350, kdy budějovický farář prodával nedaleký dvůr „směrem k Hrdějovicím“ (versus Herdawicz). Název pochází zřejmě podle osoby Hrdibora či Hrděje. V roce 1378 jsou jak Hrdějovice (Hrdywiczi), tak Opatovice (Opatowiczi) jmenovány ve výčtu vesnic, které spolu s městečkem Lišovem král Karel IV. zastavil Janovi z Leuchtenberka. Až do zániku feudálního zřízení náležely Hrdějovice s Opatovicemi k hlubockému panství, jehož posledními držiteli byli od roku 1661 Schwarzenbergové.
Přes Hrdějovice vedla původní silnice z Českých Budějovic na Tábor, na které se někdy nacházely v kolejích kousky jantaru. V polovině 18. století byla silnice přeložena do míst dnešního Borku.
V Hrdějovicích má tradici keramická výroba. V roce 1900 zdejší hrnčírnu koupil Josef Štěpánek (1866 – 1928), který pak zaměstnával okolo 28 pracovníků. Dne 1. února 1950 vstoupily tehdejší majitelé keramičky do bechyňského keramického družstva, pozdější výrobní družstvo Jihotvar, závod Hrdějovice.
V roce 1950 bylo založeno JZD, 1968 zaveden vodovod a od roku 1983 zajíždí do Hrdějovic českobudějovická MHD. Od roku 2000 má obec vlastní znak. V roce 2015 se majitelem keramičky stala hrdějovická obec.

## Obecní správa
Po zrušení poddanství se Hrdějovice (tehdy zvané Hrdějice, německy Hartowitz) roku 1850 staly samostatnou obcí, jíž zůstávají podnes. Tato obec na počátku zahrnovala i vsi Opatovice a Nemanice. Opatovice pak bývaly na čas oddělené coby obec s vlastní samosprávou v letech 1907–1943 a 1945–1960. Nemanice byly postoupeny městu České Budějovice v roce 1954. V roce 1954 byla část hrdějovického katastrálního území převedena na nově vzniklou obec Borek.

### Místní části

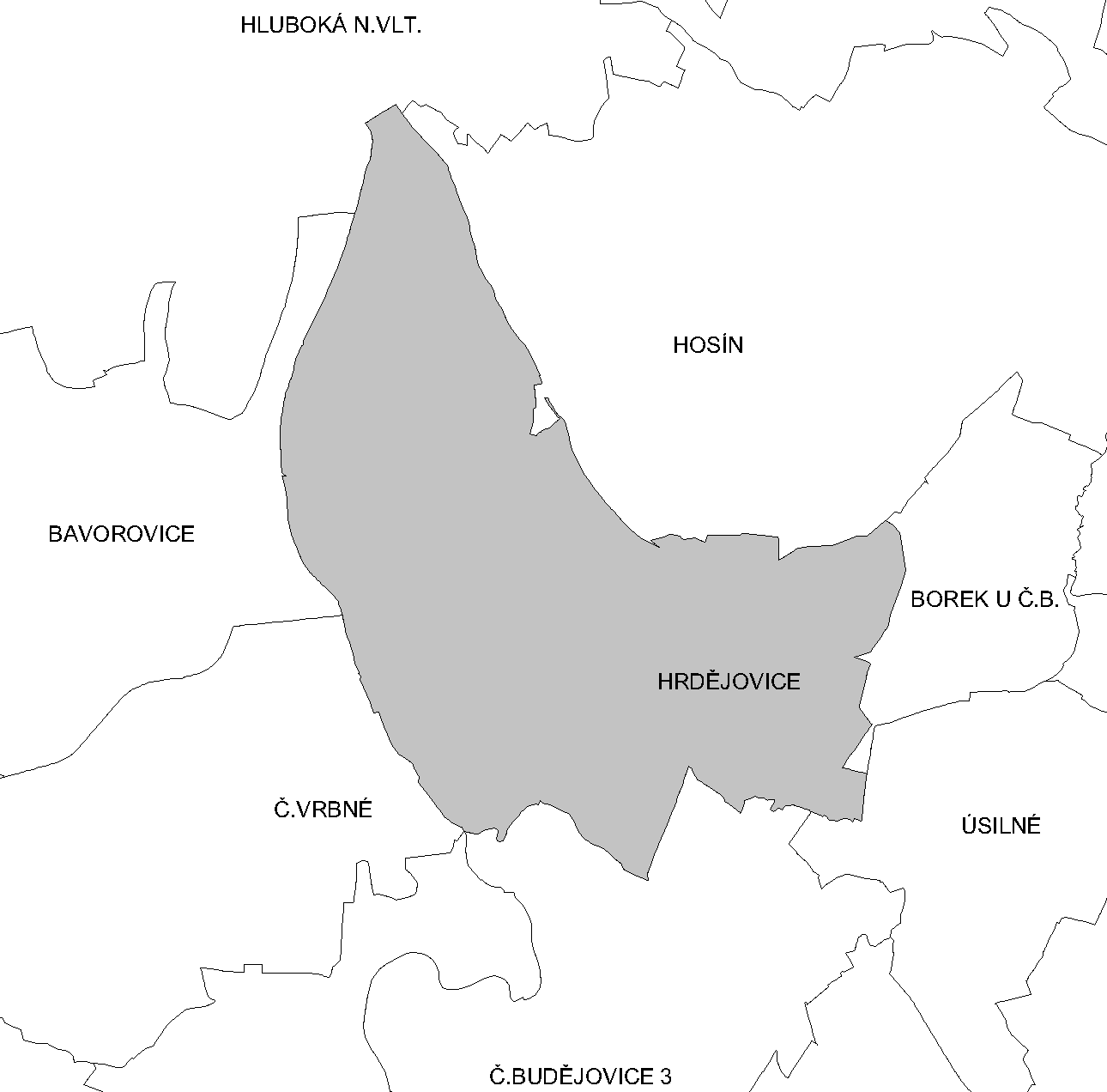
Katastrální území Hrdějovic

Obec Hrdějovice se skládá ze dvou částí, které obě leží v katastrálním území Hrdějovice.
- Hrdějovice (431 domů, 1 434 obyvatel)
- Opatovice (31 domů, 44 obyvatel)

K Hrdějovicím přísluší též samota Nová Obora.
(údaje dle sčítání lidu roku 2001)

### Představitelé obce

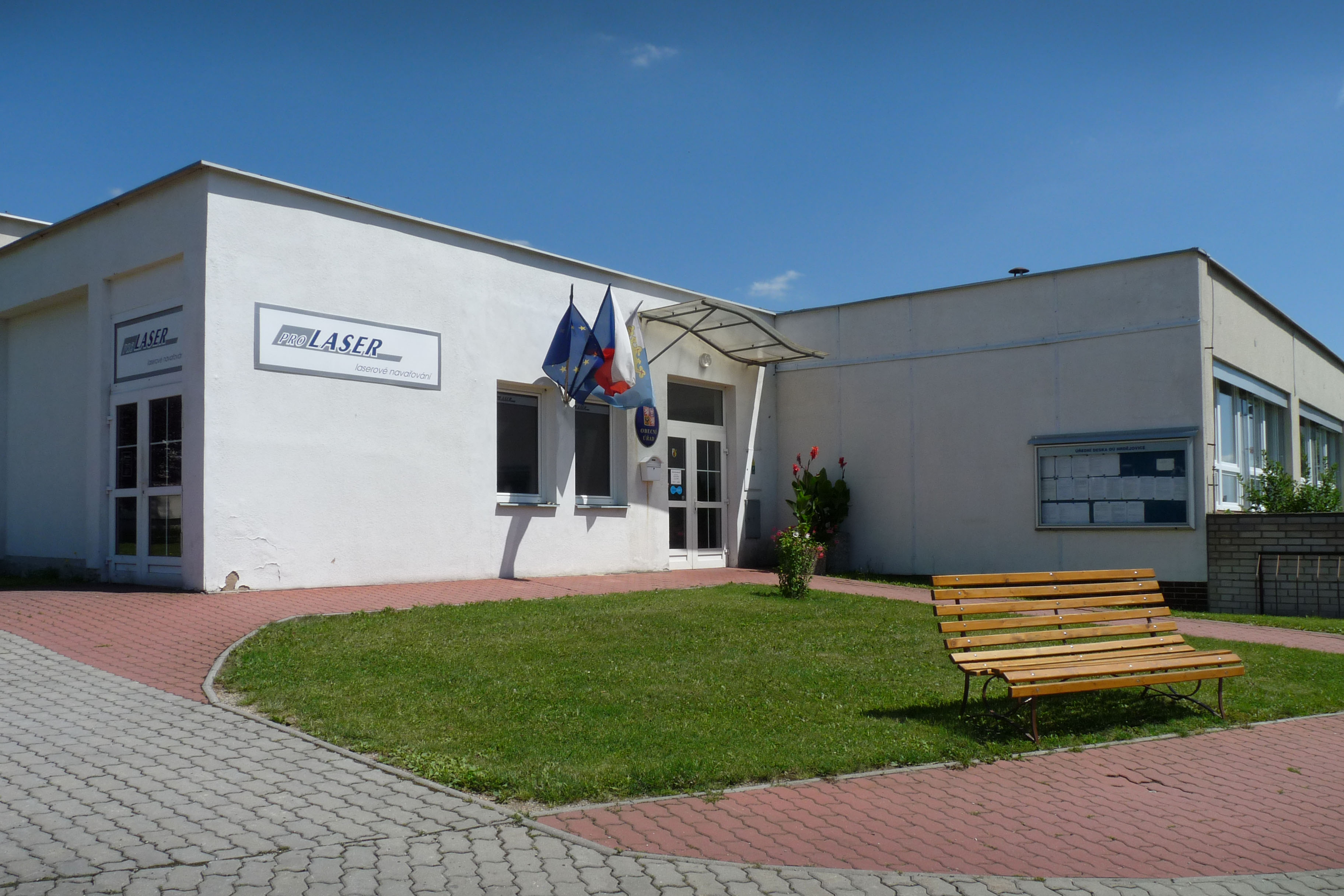
Obecní úřad Hrdějovice

| Rok       | Jméno                       | Bydliště | Povolání               | Funkce         | Pol. strana             |
| 1795      | Jakub Krypl                 | č.p. 6   |                        | rychtář        |                         |
| 1800–1803 | Matěj Škérl                 | č.p. 4   |                        | rychtář        |                         |
| 1803      | Antonín Král                |          |                        | rychtář        |                         |
| 1804      | Matěj Škérl                 | č.p. 4   |                        | rychtář        |                         |
| 1805–1810 | Martin Klabouch             | č.p. 3   |                        | rychtář        |                         |
| 1866      | Josef Fencl zvaný Kukačka   | č.p. 13  |                        | starosta       |                         |
| 1895–1898 | Jan Křiváček                |          |                        | starosta       |                         |
| 1898–1907 | Jan Turek                   |          |                        | starosta       |                         |
| 1907–1910 | František Šimek             |          |                        | starosta       |                         |
| 1910–1919 | Jan Turek                   |          |                        | starosta       |                         |
| 1919–1923 | František Rehanzl           |          | rolník                 | starosta       | soc. dem.               |
| 1923–1928 | František Lonský            | č.p. 57  | železniční zřízenec    | starosta       |                         |
| 1928–1945 | Václav Křiváček zvaný Šonka | č.p. 14  | rolník                 | starosta       | ČSL                     |
| 1945–1946 | František Bláha             |          |                        | předseda MNV   | nár. soc.               |
| 1946–1949 | Jan Aufrecht                |          |                        | předseda MNV   | KSČ                     |
| 1949      | Karel Palma                 |          |                        | předseda MNV   | KSČ                     |
| 1949      | Matěj Švec                  |          |                        | předseda MNV   | soc. dem., KSČ          |
| 1949–1951 | Josef Krebs                 |          | dělník                 | předseda MNV   | KSČ                     |
| 1951      | Stanislav Brůžek            |          |                        | pověřený před. | Čsl. str. socialistická |
| 1951–1954 | Josef Bláha                 |          |                        | předseda MNV   | KSČ                     |
| 1954–1957 | Alois Remta                 |          |                        | předseda MNV   | KSČ                     |
| 1957–1960 | Ladislav Valenta            |          |                        | předseda MNV   | KSČ                     |
| 1960–1964 | Josef Turek                 |          |                        | předseda MNV   | KSČ                     |
| 1964–1976 | Jaroslav Hlavatý            | č.p. 42  |                        | předseda MNV   | KSČ                     |
| 1976–1986 | Jan Škrdle                  |          |                        | předseda MNV   | KSČ                     |
| 1986–1990 | Josef Sázel                 |          |                        | předseda MNV   |                         |
| 1990–2002 | Jiří Brož                   | Těšín    | zootechnik             | starosta       | OF, Sdruž. nez. kan.    |
| 2002–2006 | Jan Černoch                 | Luční    | zahradník              | starosta       | KDU-ČSL                 |
| 2006–2014 | Jana Lepičová               | Těšín    |                        | starostka      | Slavoj Hrd.,ODS         |
| 2014–2018 | Jiří Krupička               | Luční    | podnikatel             | starosta       | SNK Pro Hrdějovice      |
| od 2018   | Radka Šulistová             |          | vysokoškolská učitelka | starostka      | HRDĚ 37361              |

## Pamětihodnosti

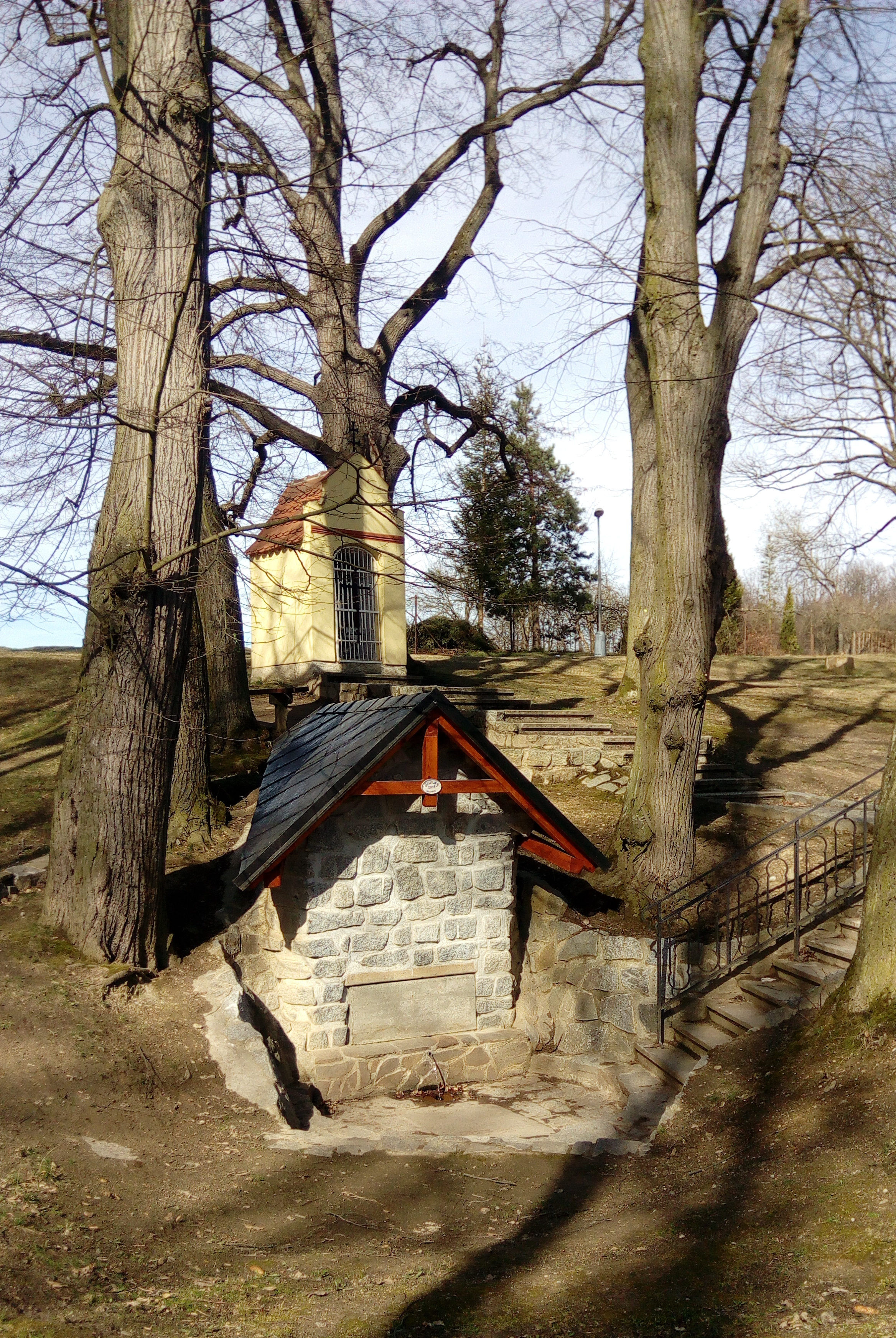
Studánka na Těšíně

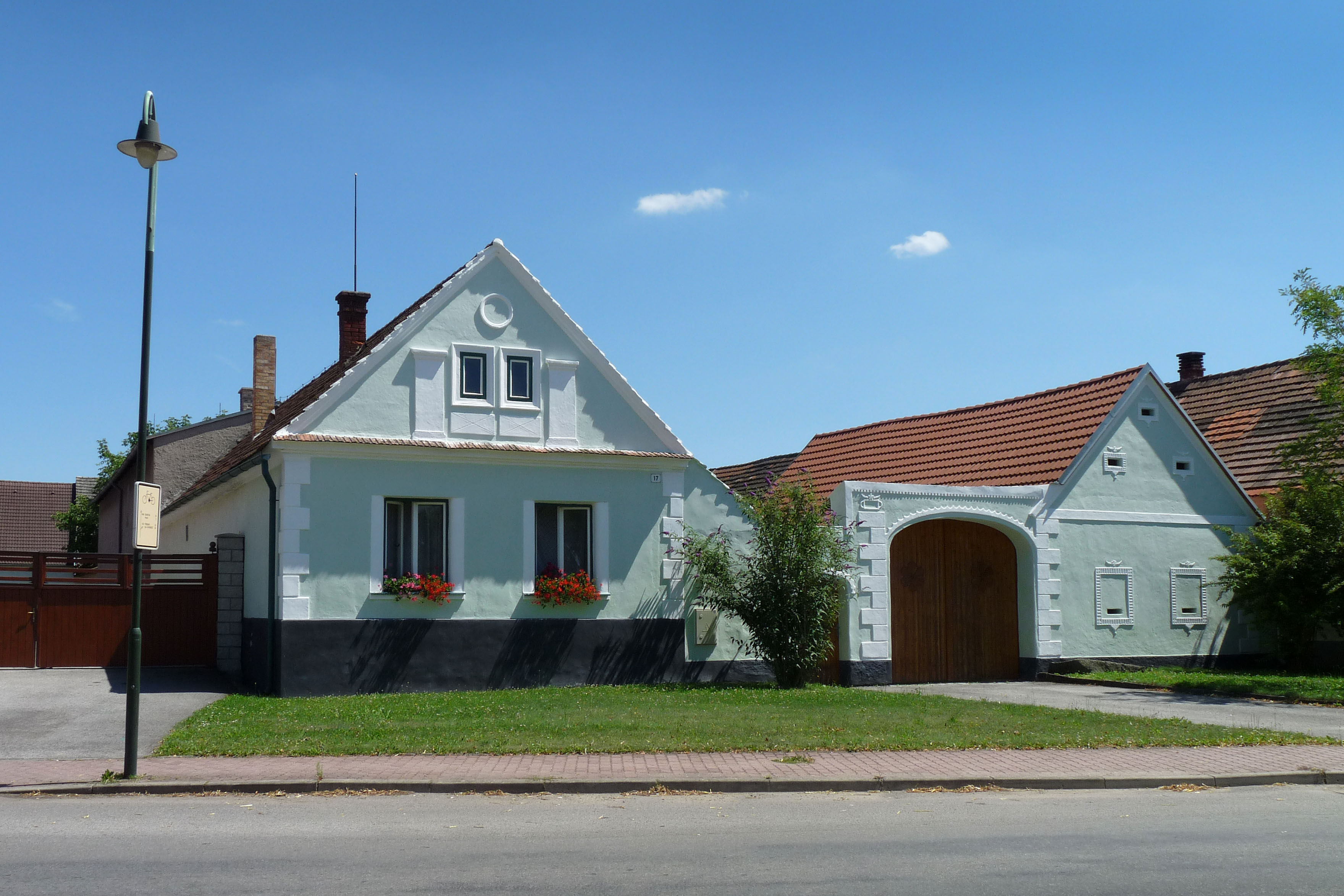
Stavení čp. 17 ve stylu selského baroka

- Kaple na návsi, barokní z poloviny 18. století, upravena 1876. Tehdy se koupil za 60 zlatých křížek, který dnes stojí před kaplí. V kapli je oltářík s točenými sloupky, který kryje ubrus s výšivkou prosby ke svatému Janu Nepomuckému. Původně se v kapli sloužily dvakrát do roka mše svaté: jednak na svátek sv. Linharta, patrona dobytka a jednak na sv. Floriána, patrona hasičů. V současnosti se v kapli slouží mše svatá na svátek svatého Jana Nepomuckého, který je vnímán jako patron kaple a ob rok na svátek svatého Bartoloměje, jehož slavnost připadá na období těsně po žních.
- Poutní kaple Panny Marie Lurdské v místní části Těšín s léčivou studánkou, známá také jako kaple na Těšíně. Původní kaple postavena před rokem 1770, zbořena byla za josefínských reforem. Počátkem 19. století byla postavena nová kaplička a v letech 1888–1889 nynější novogotická kaple Panny Marie Těšínské. O stavbu této kaple se zasloužily především kongregace bratří a sester Nejsvětější Svátosti, sídlící v Českých Budějovicích v Žižkově a Lipenské ulici. Stromořadí před kapli bylo vysázeno v roce 1946. V letech 2014–2015 byla na náklady obce nově upravena studánka s pramenem léčivé vody vedle poutní kaple. Původně se v kapli slavila pouť na svátek Jména Panny Marie, nyní se v ní slaví ob rok pouť na svatého Bartoloměje (střídá se s návesní kaplí).
- Výklenková kaplička svatého Rocha na křižovatce Hlubocké a Těšínské ulice. Postavena v 18. století, opravena v roce 1995.
- Pomník Antonína Švehly na návsi. Pomník akademického sochaře Václava Duška z Tábora byl slavnostně odhalen v roce 1938. Na jeho vzniku mělo zásluhu Sdružení republikánského dorostu a zaštítil ho předseda republikánské strany, poslanec Beran. Plastika s Antonínem Švehlou byla odstraněna ze žulového podstavce v roce 1947. Znovuobnoven byl pomník v roce 1997. Repliku plastiky vytvořil syn autora, Václav Dušek mladší. Znovuodhalení se konalo v rámci oslav 100. výročí hrdějovického Sboru dobrovolných hasičů.
- Orty, bývalý kaolinový důl severně od vsi
- Opatovice, historická náves
- Pomník obětem první světové války
- Lidová architektura
- Pomník letecké havárie 18. července 1924, dnes umístěný západně od vsi při železniční trati směr Plzeň poblíž Českého Vrbného, připomíná smrt vojenských pilotů nadporučíka Františka Křečana a poručíka Jaroslava Vondráška. Pomník byl odhalen v roce 1926, jeho autorem je Jan Vítězslav Dušek.[7]

## Hospodářství
- Hrdějovická keramika[4][5][8]

## Rodáci
- Matyáš Blažek (1844–1896), filolog, překladatel a spisovatel.